# 鲍克斯
鲍克斯（英語：Boxer）是乔治·奥威尔的小说《动物庄园》中虚构的一匹马 。他是整座农场中最勤劳、最忠诚的工人。鲍克斯这一形象象征着俄国的工人阶级，因为他们，沙皇遭到驱逐，苏联得以建立，但渐渐地他们被斯大林主义者出卖。
鲍克斯在牛棚大战和风车大战中表现勇敢，但他在误以为自己杀死了一名马倌的时候感到了沮丧，而事实上他只是打昏了马倌。鲍克斯反对斯奎拉（Squealer）的修正主义道路，捍卫斯诺鲍的名誉，猪群因此将他作为大清洗的对象，但他轻易地制服了前来行刑的几只狗，在拿破仑的要求下鲍克斯没有杀死他们。鲍克斯的死彻底揭露出这些猪走得有多远。当鲍克斯因过度劳动而累倒後，这些猪谎称会把他送去疗养院，事实上他们把他送给宰马商宰杀，换得购买一箱威士忌的钱。一匹强壮、忠诚的役马，直到死前，他仍然竭尽全力维护庄园的团结。他也是本杰明——一头愤世嫉俗的驴——唯一的亲密朋友。
老麦泽的演讲催生了动物主义的基本原则。他特别提到在琼斯的统治下，自己最终会被制成马胶，借此暗示在动物主义制度下，他的命运不会如此。
鲍克斯头脑迟钝，他只记得字母表的头四个字母。他代表着工人阶级，他们被愚弄、欺骗，满以为自己将会生活在乌托邦中。
鲍克斯是拿破仑的忠实支持者，他听从拿破仑说的一切，即使偶尔心存怀疑，也最终认定拿破仑对庄园中动物们所说的一切都是真实的。“如果拿破仑这么说，那就一定没有错。”

## 鲍克斯的格言
“我会更加努力地工作！”这是他面对几乎所有问题时作出的回答。这则格言或许是从小说《丛林王子》获得了灵感，小说描摹了对工人阶级的虐待和欺诈，这句话同样是小说主人公的格言。
“拿破崙总是对的”与“墨索里尼总是对的”相似。